# Liste der Biografien/Yal
Liste der Biografien |
Portal Biografien |
Personensuche
# |
A |
B |
C |
D |
E |
F |
G |
H |
I |
J |
K |
L |
M |
N |
O |
P |
Q |
R |
S |
T |
U |
V |
W |
X |
Y |
Z |
?
 
Ya |
Yb |
Yc |
Yd |
Ye |
Yf |
Yg |
Yh |
Yi |
Yk |
Yl |
Ym |
Yn |
Yo |
Yp |
Yr |
Ys |
Yt |
Yu |
Yv |
Yw |
Yx |
Yz
 
Yaa |
Yab |
Yac |
Yad |
Yae |
Yaf |
Yag |
Yah |
Yai |
Yaj |
Yak |
Yal |
Yam |
Yan |
Yao |
Yap |
Yaq |
Yar |
Yas |
Yat |
Yau |
Yav |
Yaw |
Yax |
Yay |
Yaz
Die Liste der Biografien führt alle Personen auf, die in der deutschsprachigen Wikipedia einen Artikel haben. Dieses ist eine Teilliste mit 58 Einträgen von Personen, deren Namen mit den Buchstaben „Yal“ beginnt.

## Yal

### Yala
- Yalahow, Musa Sudi, somalischer Kriegsherr
- Yalawatsch, Mahmud († 1254), Statthalter und Minister Dschingis Khans
- Yalaz, Suat (1932–2020), türkischer Comicautor und -zeichner, Karikaturist, Drehbuchautor und Regisseur

### Yalc
- Yalçın, Birol (* 1958), türkischer Fußballspieler
- Yalçin, Erdal (* 1976), deutscher Wirtschaftswissenschaftler
- Yalcin, Erkin (* 2004), österreichischer Fußballspieler
- Yalçın, Güven (* 1999), deutsch-türkischer Fußballspieler
- Yalçın, Kemal (* 1952), deutsch-türkischer Schriftsteller
- Yalçın, Nevzat (1926–2012), türkischer Schriftsteller in Deutschland (seit 1971)
- Yalçın, Ömer (* 1983), türkischer Fußballspieler
- Yalçın, Robin (* 1994), deutsch-türkischer Fußballspieler
- Yalçin, Saygin (* 1984), deutscher Unternehmer
- Yalçın, Sergen (* 1972), türkischer FußballspielerSergen Yalçın (* 1972)

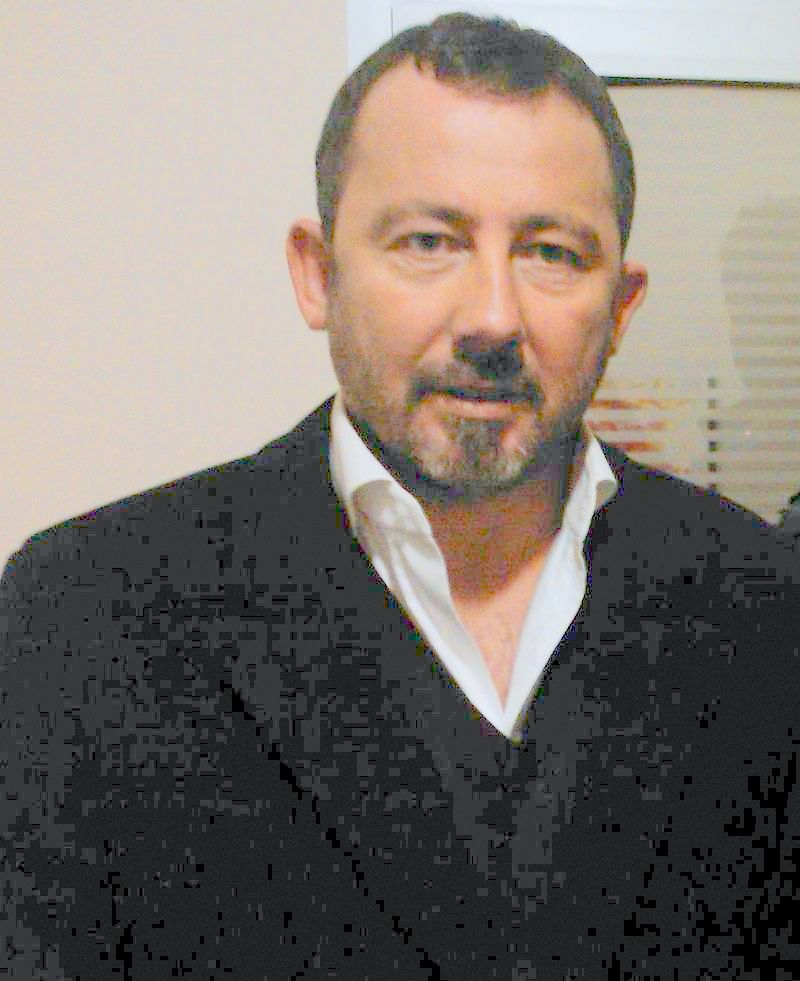
Sergen Yalçın (* 1972)

- Yalçın, Serkan (* 1982), türkischer Fußballspieler
- Yalçın, Soner (* 1966), türkischer Journalist und Autor
- Yalçın, Taner (* 1990), deutsch-türkischer Fußballspieler
- Yalçınbayır, Ertuğrul (* 1946), türkischer Anwalt, Politiker und ehemaliger Minister
- Yalçıner, Taha (* 1987), türkischer Fußballspieler
- Yalçınkaya, Abdurrahman (* 1950), türkischer Jurist, Generalstaatsanwalt (2007–2011)
- Yalçınkaya, Ahmet (* 1963), türkischer Dichter
- Yalçınkaya, Atagün (* 1986), türkischer Boxer
- Yalçınkaya, Işın (* 1943), türkische Prähistorikerin
- Yalçınkaya, Murat (* 2000), türkischer Leichtathlet
- Yalçıntaş, İlyas (* 1989), türkischer Popmusiker
- Yalcouyé, Malick (* 2005), ivorischer Fußballspieler

### Yald
- Yalda, Tony (* 1981), libanesischer Schauspieler
- Yalden, Derek W. (1940–2013), britischer Zoologe
- Yaldız, Marianne (* 1944), deutsche Kunsthistorikerin und Indologin
- Yaldo, Basel (* 1970), irakischer Geistlicher, Weihbischof im chaldäisch-katholischen Patriarchat von Bagdad
- Yaldwyn, John C. (1929–2005), neuseeländischer Meeresbiologe und Museumsdirektor

### Yale
- Yale, Brian (* 1968), US-amerikanischer Musiker, Bassist der US-Band Matchbox Twenty
- Yale, Elihu (1649–1721), britischer Kaufmann und Kolonialgouverneur, Stifter der Yale UniversityElihu Yale (1649–1721)

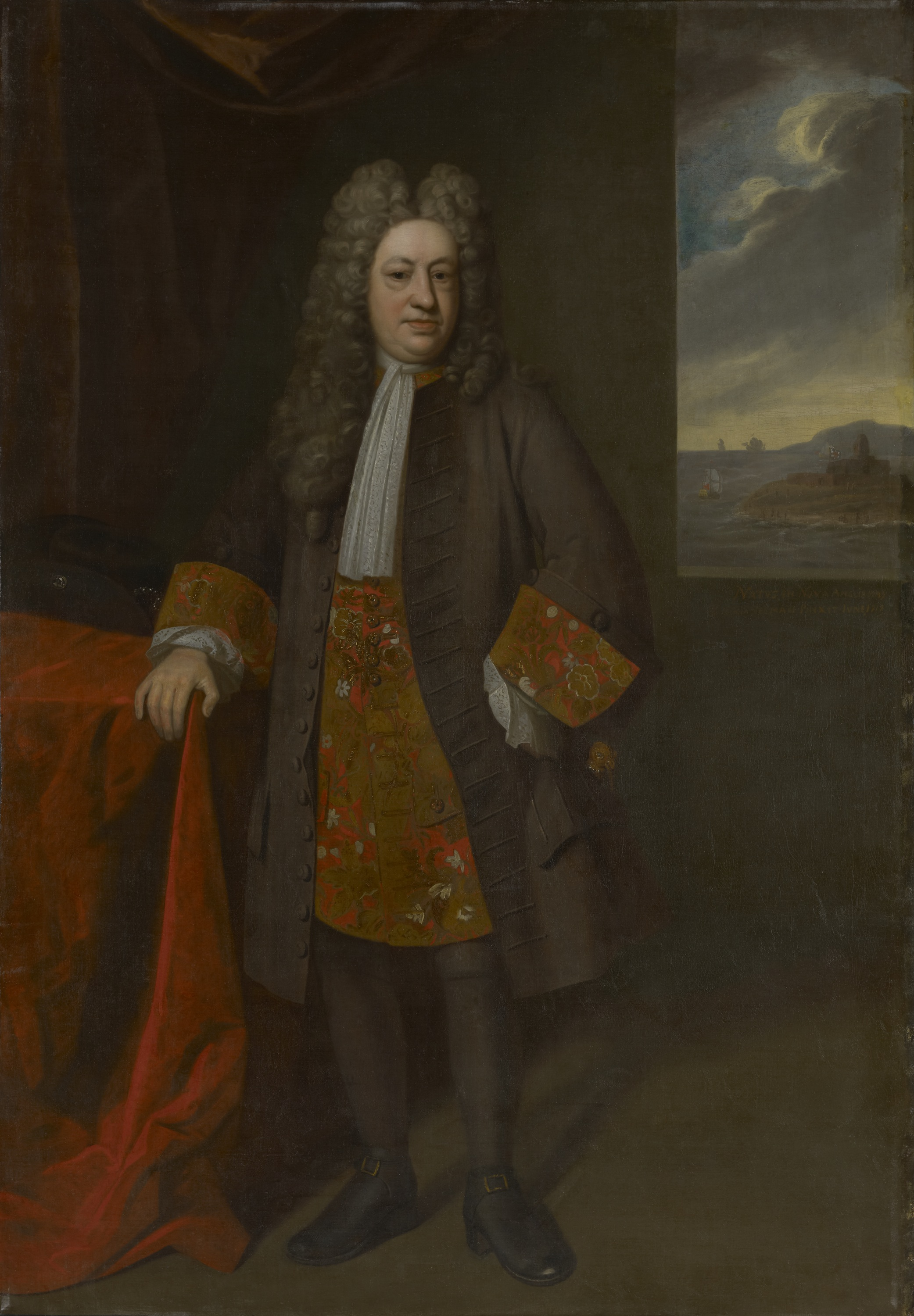
Elihu Yale (1649–1721)

- Yale, Frankie (1893–1928), italienischer Mobster in New York City
- Yale, Kim (1953–1997), US-amerikanische Comicautorin und Verlagsredakteurin
- Yale, Linus (1821–1868), US-amerikanischer Erfinder (Zylinderschloss)
- Yale, William H. (1831–1917), US-amerikanischer Politiker

### Yali
- Yalın (* 1980), türkischer Popmusiker und Songwriter
- Yalınlı, Latif (1906–1965), türkischer Fußballspieler

### Yalk
- Yalkun, Merxat (* 1991), chinesischer Schauspieler und Model
- Yalkut-Breddermann, Bânu (* 1951), deutsche Ethnologin und Religionswissenschaftlerin

### Yall
- Yallop, David (1937–2018), britischer Autor und Drehbuchautor
- Yallop, Frank (* 1964), englisch-kanadischer Fußballspieler und -trainer
- Yallop, John (* 1949), britischer Ruderer
- Yallop, Kirsty (* 1986), neuseeländische Fußballspielerin
- Yallop, Tameka (* 1991), australische Fußballspielerin
- Yallouris, Nicholas (* 1994), australischer Radsportler

### Yalm
- Yalman, Ahmet Emin (1888–1972), türkischer Journalist, Autor und Professor
- Yalman, Aytaç (1940–2020), türkischer General
- Yalman, Müjdat (1949–2021), türkischer Fußballspieler

### Yaln
- Yalnızoğlu, Hasan (1974–2024), türkischer Schauspieler und Model

### Yalo
- Yalom, Irvin D. (* 1931), US-amerikanischer Psychiater und AutorIrvin D. Yalom (* 1931)

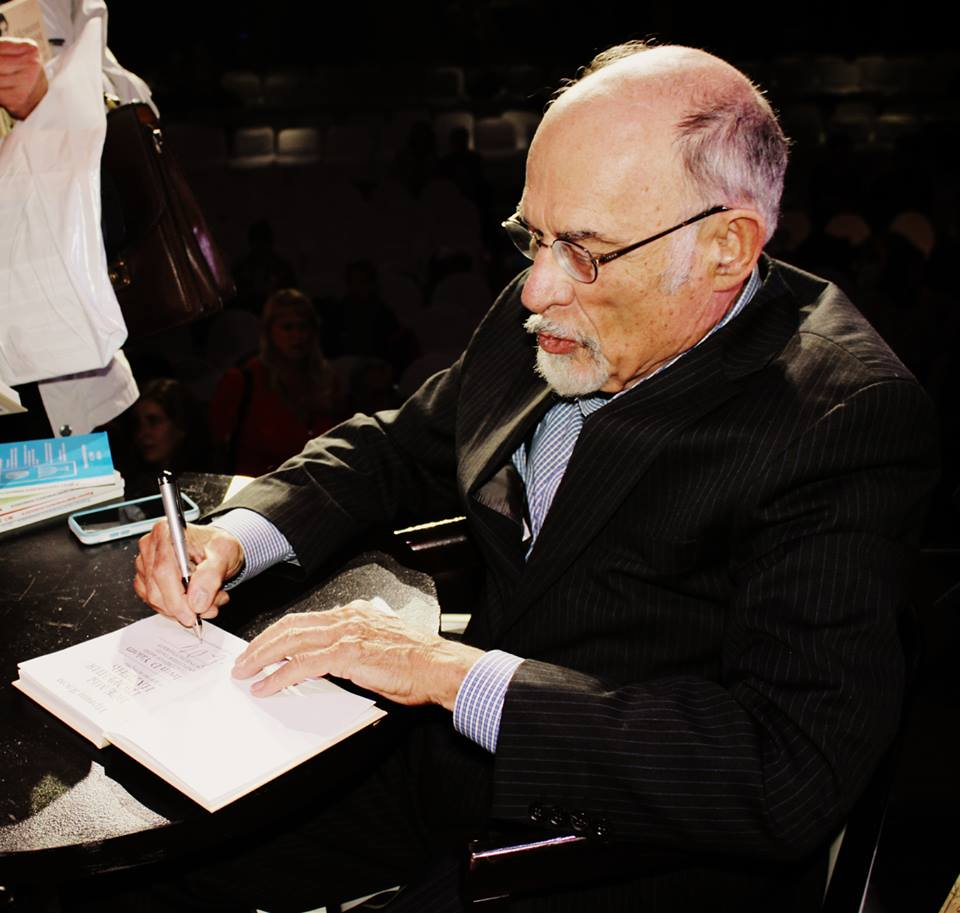
Irvin D. Yalom (* 1931)

- Yalom, Marilyn (1932–2019), amerikanische Literaturwissenschaftlerin
- Yalon, Hili (* 1985), israelische Schauspielerin
- Yalouz, Ghani (* 1967), französischer Ringer
- Yalova, Melike İpek (* 1984), türkische Schauspielerin

### Yalt
- Yalter, Nil (* 1938), türkische Zeichnerin, Fotografin, Malerin und Installationskünstlerin

### Yalu
- Yaluma, Christopher Bwalya (* 1952), sambischer Politiker
- Yalung, Crisostomo (* 1953), philippinischer Geistlicher, emeritierter Bischof von Antipolo